# La Calle (revista)
La Calle fue una revista española de actualidad política publicada entre 1978 y 1982, en el inicio del periodo democrático español.

## Historia
Fundada en 1978, publicó su número 0 en la semana del 1 al 7 de marzo de aquel año, si bien su presentación oficial no se hizo hasta el 27 de marzo. En su ideario «se proclama una revista de izquierdas dispuesta a tomar partido a la hora de dar información y a defender los ideales en los que cree». Continuando el espíritu de publicaciones como Triunfo, refugio del progresismo durante la década de 1960 y revista de donde salió buena parte de la plantilla de La Calle, del inicial planteamiento como semanario, pasó a periodicidad mensual, siguiendo procesos de recorte presupuestario como antes habían hecho otras (como Cuadernos para el Diálogo, que en 1978 también cerró tras intentar superar la crisis pasando a periodicidad semanal en 1976). En ese periodo se acuñan frases como la popular "contra franco vivíamos mejor". En octubre de 1982 , aunque en el plano institucional hubiera terminado con la aprobación de la Constitución (9). En febrero de 1982 apareció por última vez La Calle, ese mismo año, en octubre, el PSOE conseguía mayoría absoluta en las elecciones y finalizaba el proceso histórico de la transición. Editada por la empresa Cultura y Prensa. S.A. tuvo inicialmente como director a Carlos Sáez de Santa María, con la financiación de 140 accionistas, y un capital social de unos 50 millones de pesetas aproximadamente. Enseguida, la dirección ejecutiva pasó a César Alonso de los Ríos.
Con el eslogan promocional de "La Calle. La primera a la izquierda", comenzó saliendo a la venta los martes, con un precio de 60 pesetas, que fue aumentando hasta las 70. (La suscripción en el 81 cuesta 3.400 pts., 3.500 en Canarias, 7.400 en América, 8.960 en Asia y Oceanía, 5.320 en Europa).